# 短柱梅花草
短柱梅花草（学名：Parnassia brevistyla），为卫矛科梅花草属下的一个植物种。